# 香象菩萨
香象菩萨（羅馬化：Gandhahastin，直译：「香惠、赤色、不可息」），又称乾陀诃提菩萨、衆香手菩薩，贤劫十六菩萨之一。因为救度众生而永不休止，也称为不休息菩萨。
密号为大力金剛或護戒金剛，种子字是“𑖮”（ha，《佛像圖彙》）、“𑖐𑖾”（gaḥ，金刚界）。

## 图集

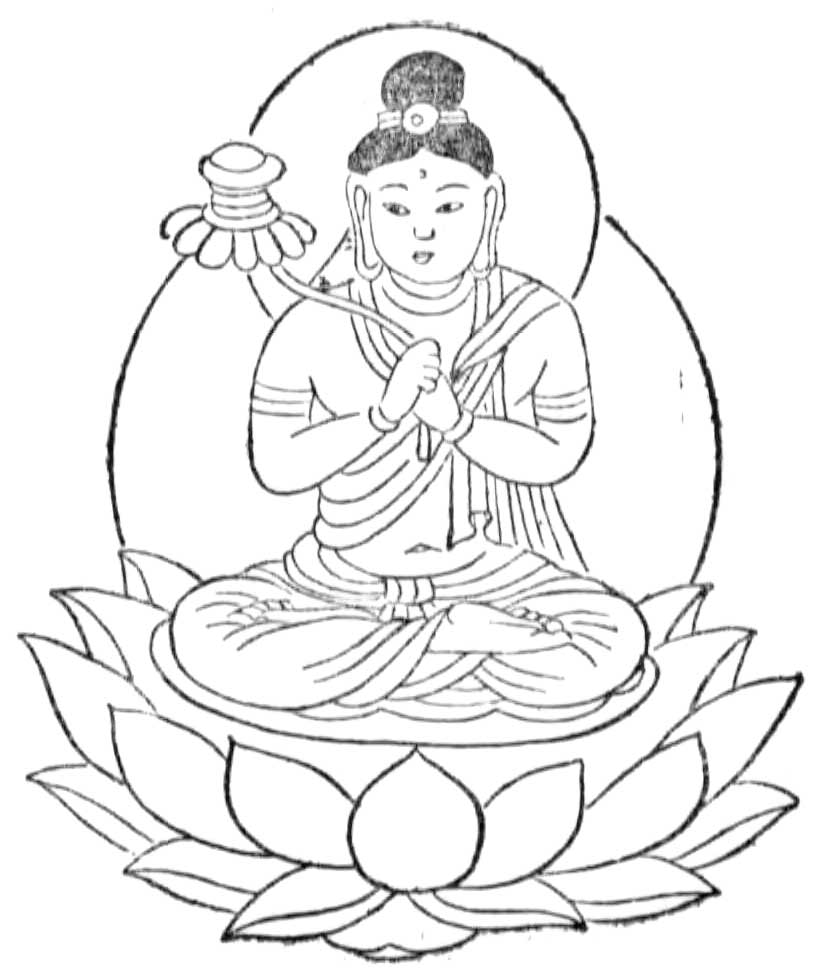
金刚界供养会中的形象